# Steve Christoff
Steven Mark „Steve“ Christoff (* 23. Januar 1958 in Richfield, Minnesota) ist ein ehemaliger US-amerikanischer Eishockeyspieler, der in seiner aktiven Zeit von 1976 bis 1984 unter anderem für die Minnesota North Stars, Calgary Flames und Los Angeles Kings in der National Hockey League gespielt hat. Zu großer Bekanntheit kam er als Mitglied der US-amerikanischen Nationalmannschaft, die 1980 Olympiasieger wurde.      

## Karriere
Steve Christoff begann seine Karriere als Eishockeyspieler an der University of Minnesota, die er von 1976 bis 1979 besuchte, während er parallel für deren Eishockeymannschaft in der National Collegiate Athletic Association aktiv war. In der Saison 1977/78 wurde er in das zweite All-Star Team der Western Collegiate Hockey Association gewählt sowie anschließend im NHL Amateur Draft 1978 in der zweiten Runde als insgesamt 24. Spieler von den Minnesota North Stars ausgewählt. Zunächst blieb er jedoch bei seiner Universitätsmannschaft und führte diese in der Saison 1978/79 als Assistenzkapitän zunächst zum Gewinn des Meistertitels der WCHA sowie anschließend zum Gewinn der NCAA-Meisterschaft. Den Großteil der Saison 1979/80 verbrachte er beim Team USA, dass sich auf die Olympischen Winterspiele 1980 vorbereitete. Nach dem Olympiasieg 1980 schloss er sich den Minnesota North Stars an und spielte bis Saisonende 34 Mal in der National Hockey League, wobei er 16 Tore erzielte und elf Vorlagen gab. Auch in den folgenden beiden Spielzeiten gehörte er zu den Stammkräften bei den North Stars in der NHL. Zudem absolvierte er in der Saison 1980/81 parallel drei Spiele für Minnesotas Farmteam Oklahoma City Stars in der Central Hockey League und erzielte dabei ein Tor. Seine punktbeste Spielzeit in der NHL war die Saison 1981/82, in der er für die Minnesota North Stars in 71 Spielen 55 Scorerpunkte, davon 26 Tore, erzielte.
Am 7. Juni 1982 wurde Christoff zusammen mit Bill Nyrop und ein Zweitrundenwahlrecht für den NHL Entry Draft 1982 im Tausch gegen Willi Plett und ein Viertrundenwahlrecht für den Entry Draft 1982 an die Calgary Flames abgegeben. Bei den Kanadiern konnte er nicht an seine Leistungen aus dem Vorjahr anknüpfen und er erzielte in der Saison 1982/83 nur 17 Scorerpunkte in 46 Spielen. Da er die hohen Erwartungen in Calgary nicht erfüllen konnte, wurde er anschließend zunächst an sein Ex-Team aus Minnesota zurücktransferiert, welches ihn wiederum im Oktober 1983 zusammen mit Fred Barrett im Tausch gegen Dave Lewis zu den Los Angeles Kings transferierten. Auch bei den Kaliforniern konnte er sich nicht vollends durchsetzen und kam in der Saison 1983/84 in 58 Spielen auf acht Tore und sieben Vorlagen. Anschließend beendete er bereits im Alter von 26 Jahren seine aktive Karriere.   

### International
Für die USA nahm Christoff an der Weltmeisterschaft 1979 sowie 1981 beim Canada Cup teil. Sein größter Erfolg mit der US-amerikanischen Nationalmannschaft war der Gewinn der Goldmedaille beim Miracle on Ice bei den Olympischen Winterspielen 1980 in Lake Placid.

## Erfolge und Auszeichnungen
- 1978 WCHA Second All-Star Team
- 1979 Broadmoor-Trophy-Gewinn mit der University of Minnesota
- 1979 NCAA-Division-I-Championship mit der University of Minnesota
- 1979 NCAA Championship All-Tournament Team

### International
- 1980 Goldmedaille bei den Olympischen Winterspielen